# Marta Traba
Marta Traba Taín (Buenos Aires, Argentina, 25 de janeiro de 1930 - Madri, 27 de novembro de 1983) foi uma crítica de arte e escritora argentino-colombiana, conhecida por seus importantes contributos no estudo da Arte latinoamericana.

## Biografia
Seus pais eram imigrantes galegos, o jornalista Francisco Traba e Marta Taín. Estudou Filosofia e Letras na Universidade Nacional de Buenos Aires. Durante seus anos como estudante trabalhou na revista Ver y Estimar, dirigida pelo crítico de arte Jorge Romero Brest. Foi pioneira em seus escritos sobre arte colombiana e latino-americana.
Entre 1949 e 1950, estudou História da Arte na Sorbonne, Paris, e depois na Universidade de los Andes e a Universidade Nacional de Colômbia, em Bogotá, onde obteve a cátedra de História da Arte. Seu primeiro esposo foi o jornalista Alberto Zalamea. Também colaborou com programas sobre arte na recém-formada Televisora Nacional e em emissoras culturais como a HJCK. Suas colunas em revistas Semana e no jornal O Tempo enriqueceram a discussão sobre o devir artístico de Colômbia, participando nas principais polémicas da década dos sessenta: o realismo socialista contra o expresionismo abstrato, o nacionalismo versus o internacionalismo e a arte figurativo contra a arte abstrata.
Na segunda universidade fundou o Museu de Arte Moderna de Bogotá. Enquanto, ditava classes de Arte na Universidade de ande-los. Em 1968, durante o governo de Carlos Lleras Restrepo, os militares ocuparam a Universidade Nacional de Colômbia e expulsaram a Marta Trava do país. Como exilada, residiu em Montevideo, Caracas, San Juan de Porto Rico, Washington, Princeton, Barcelona e Paris, junto a seu segundo marido, o crítico literário uruguaio Ángel Ramo. No entanto, em 1982 pôde obter a nacionalidade colombiana.
Em 1958 publicou O museu vazio, um ensaio sobre estética onde analisou o pensamento de Benedetto Croce e de Wilhelm Worringer. Também publicou vários ensaios sobre história e crítica de arte em América Latina: Em 1961 A pintura nova em Latinoamérica (1961), Duas décadas vulneráveis nas artes plásticas latinoamericanas (1950-1970) (1973), Arte de América Latina 1900-1980. Analisou a obra de vários artistas latinoamericanos, entre eles Alejandro Obregón, Fernando Botero, Leopoldo Richter, Guillermo Wiedemann, Eduardo Ramírez, Samuel Montealegre, Edgar Negret, Feliza Bursztyn e Antonio Roda. Também estudou o mundo da Arte Pop e da Arte Conceptual.
Faleceu no Voo 11 de Avianca, num Boeing 747, acidente ocorrido o 27 de novembro de 1983, cerca do Aeroporto de Madri-Baralhas. Viajavam a Colômbia para assistir ao «Primeiro Encontro da Cultura Hispanoamericana», convidados pelo presidente Belisario Betancur. No mesmo acidente também faleceram seu marido Ángel Ramo, o escritor mexicano Jorge Ibargüengoitia, o escritor peruano Manuel Scorza e a pianista catalã Rosa Sabater.

## Obras
- História Natural da alegria. Buenos Aires: Editorial Losada, 1952 (poesia).
- El museo vacío. 1958
- Arte em Colômbia. 1960
- Seis artistas contemporâneos colombianos. 1963
- Os quatro monstros cardinales. 1965
- Las ceremonias del verano. Prólogo de Mario Benedetti. La Habana: Casa das Américas, 1966. 2.ª edição: Buenos Aires: Jorge Álvarez, 1966. 3.ª edição: Barcelona: Montesinos Editor, 1981. Premio de Literatura da Casa das Américas de novela, Cuba.
- Los laberintos insolados. Barcelona: Seix Barral, 1967 (novela).
- Pasó así. Montevideo: Ed. Arca, 1968 (contos).
- La Jugada del día sexto. Santiago de Chile: Edit. Universitária, 1969 (novela).
- Dos décadas vulnerables en las artes plásticas latinoamericanas (1950-1970). México, 1973.
- Mirar En Caracas. Caracas: Monte Ávila Editores, 1974.
- Olhar em Bogotá. 1976
- Homérica Latina. Bogotá: Carlos Valencia Editores, 1979 (novela).
- Conversación al sur. México: Siglo XXI, 1981 (traduções em sueco e norueguês).
- Historia abierta del arte colombiano. Santiago de Cali: Colcultura, 1984 [1968] (História crítica da arte).
- Em cualquier lugar. Bogotá: Século XXI, 1984 (novela).
- Museo de arte moderna. Bogotá: Planeta, 1984.
- De la mañana a la noche. Montevideo: Monte SEXTO, 1986 (contos).
- Casa sin fin. Montevideo: Monte Sexto, 1987.
- Arte de América Latina 1900-1980.

Marta Trava ademais publicou outros volumes sobre história e crítica de arte, bem como numerosos artigos em jornais e revistas sobre esse mesmo tema.

## Livros sobre Marta Traba
- En blanco y negro, Marta Trava en la television colombiana, 1954-1958, Nicolás Gómez Echeverri, 2008.